# هاري دين (لاعب كرة قاعدة)
هاري دين (بالإنجليزية: Harry Deane)‏ هو لاعب كرة قاعدة أمريكي، ولد في 6 مايو 1846 في ترنتون في الولايات المتحدة، وتوفي في 31 مايو 1925 في إنديانابوليس في الولايات المتحدة.

## وصلات خارجية
- هاري دين (لاعب كرة قاعدة) على موقعبيزبول رفرنس.كوم (الدوري الرئيسي) (الإنجليزية)